# Tanja (singolo)
Tanja è un singolo di Gabry Ponte e Pop X, pubblicato il 22 giugno 2018 come primo estratto dell'EP Dance Lab.

## Descrizione
Una prima versione del brano è stata pubblicata sul canale ufficiale Bandcamp di Pop X il 7 giugno 2005 nell'Antiquarium EP. Il brano è stato composto da Walter Biondani.

## Video musicale
Il video musicale, diretto da Francesco Fracchioni, è composto da immagini mescolate del mondo reale, del mondo dell'animazione e della fantascienza. Nel video, che parla di un viaggio immaginario della protagonista Tanja, compaiono il dipinto la Notte stellata di Van Gogh, Davide Panizza che suona la testiera, gli Stormtrooper, Yoda, il volto di Donald Trump, il meme su John Travolta in Pulp Fiction, Mario, l'autoscatto del macaco, Son Goku da bambino, la scritta Hollywood a Los Angeles, Pikachu, SpongeBob, il Millennium Falcon, la USS Enterprise (NCC-1701-A), Albert Einstein, lo Space Shuttle, una vettura di F1 della Scuderia Ferrari, Capitan Harlock, Sampei, Kim Jong-un, una statua di Nettuno, Gabry Ponte con le mani al cielo e It. Nella parte strumentale del ritornello sono state utilizzate delle immagini ritraenti danze popolari e balli folkloristici.

## Tracce
Download digitale
Testi di Walter Biondani, Davide Panizza, musiche di Gabriele Ponte.
1. Tanja – 2:48

Download digitale (Extended)
Testi di Walter Biondani, Davide Panizza, musiche di Gabriele Ponte.
1. Tanja (Extended) – 5:11

## Formazione
- Davide Panizza – voce